# Proshop
Proshop er en onlineshop der sælger erhvervs- og forbrugerelektronik, multimedieprodukter, spil og gaming produkter, boligindretning og husholdningsartikler.

## Organisation
Poul Thyregod er medstifter, storaktionær og Administrerende direktør.
Virksomheden Proshop a/s er helt ejet af Proshop Holding a/s, hvor 50% er ejet af  Poul Thyregod gennem Thyregod Invest ApS mens resten er ejet af den norske virksomhed Awilhelmsen Capital AS der har hjemme i henholdsvis Lysaker og Oslo.
Hovedkvarteret ligger på Slet Møllevej 17 i Højbjerg ved Aarhus.
En københavnsk afdeling er på Bådehavnsgade i Københavns sydvestkvarter.

## Historie
Proshop a/s startede som en detailbutik indenfor multimedia-produkter og andre IT-relaterede ting. Virksomheden blev stiftet af Poul Thyregod, Lars Spang Kjeldsen, Henrik Spang Kjeldsen og Mads Landrok i 1995. I 1999 købte Poul Thyregod de andre partnere ud og blev eneejer af Proshop. I 1996 kom Proshop, som en af de første, online med en e-commerce butik. I 2005 lukkede den fysiske butik, og Proshop har siden da været en 100% onlineshop.[kilde mangler]

## Lande og Pick-up Points
Proshop a/s sælger produkter i otte  lande: Danmark, Norge, Sverige, Finland, Østrig, Polen, Holland og Tyskland.
Proshop har to Pick-Up Points i hhv. Aarhus og København, hvor det er muligt at afhente bestillinger foretaget via hjemmesiden.